# Efecto peine

## Definición

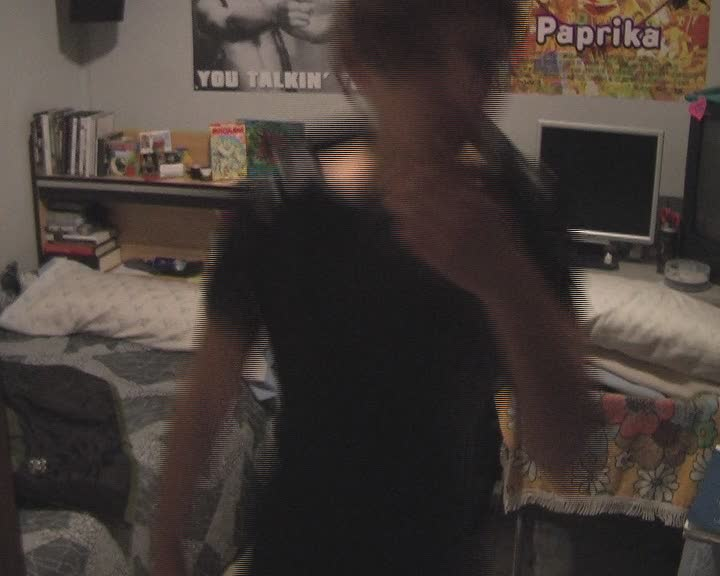
Ejemplo del efecto peine sobre una imagen.

El efecto peine (combing effect) aparece cuando los objetos que se muestran por pantalla se mueven a gran velocidad. Se visualizan imágenes consecutivas en las que se produce un cambio substancial. Las líneas, es decir, los campos entrelazados, están poco correlacionados. El entrelazado no es correcto. 
Como se muestra en la siguiente imagen, vemos que en la parte que no hay cambios bruscos de velocidad (el fondo) no sufre este efecto, al contrario que la silueta de la chica (la cual abandonaba la habitación a toda velocidad) que sí lo sufre.
Para poder evitar este efecto, una posible solución es utilizar un filtro desentrelazador para representar las líneas una a una. Hacer una exploración progresiva línea a línea de toda la imagen evitando así el entrelazado. Esto solucionaría el problema pero implicaría que la frecuencia fuese mayor (el doble) y por lo tanto aumentaría el ancho de banda. Otra posible solución es descartar uno de los dos campos (par o impar) y después hacer una interpolación para completar la información eliminada.
- Datos: Q8772550